# Weddellhavet
Weddellhavet är ett randhav till Antarktiska oceanen. Det ligger mellan Antarktiska halvön och Dronning Maud Land. Havets södra del är alltid täckt med shelfis. Hela havet är 2,8 miljoner kvadratkilometer stort och 500 till 5 000 meter djupt. Havet har fått sitt namn från den skotska polarforskaren James Weddell, som upptäckte havet 1823.
Argentina och Storbritannien gör anspråk på området.
Havet har ett mångsidigt djurliv. Mest känd är sälarten weddellsäl.

## Historia
Havet fick sitt namn efter den brittiske upptäcktsresanden James Weddell som 1823 seglade genom havet. Den 12 februari 1903 fastnade Otto Nordenskjölds skepp "Antarctic" i isen och sjönk. Hela manskapet vandrade 16 dagar över isen och nådde sedan en liten ö där de stannade över vintern. Tio månader senare blev de bärgade. Ruinerna av deras provisoriska stenhus finns än idag.
Samma öde drabbade Ernest Henry Shackleton och hans 27 män år 1915. Efter många månader på packisen lyckades de nå Elefantön där männen övervintrade i fyra och en halv månader i väntan på att Shackleton hämtade ett skepp och de kunde återvända år 1917. Vraket av hans fartyg Endurance lokaliserades och filmades 2022, sex kilometer från dess förväntade plats, på ett djup av 3008 meter.

## Bilder

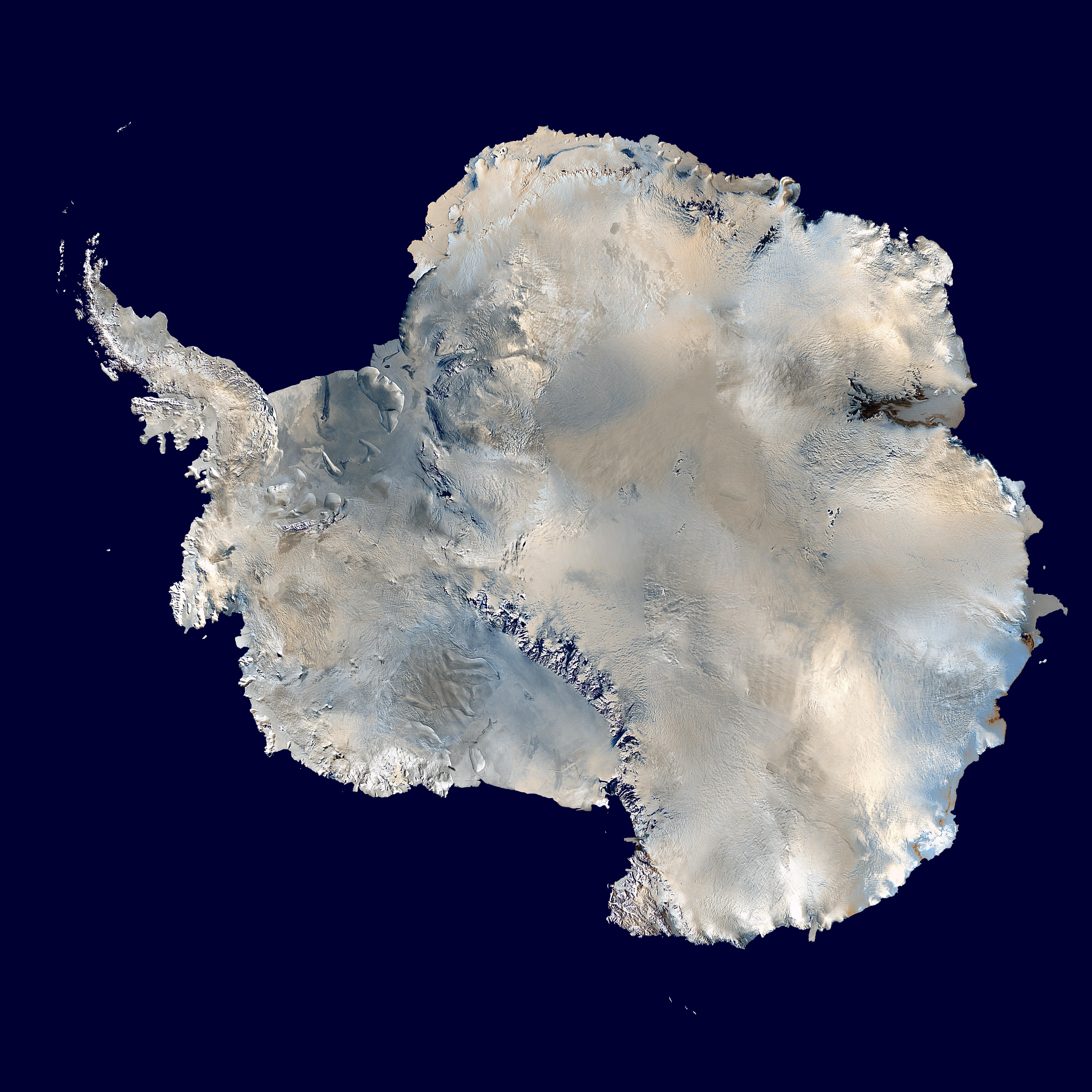
Ortografisk karta över Antarktis
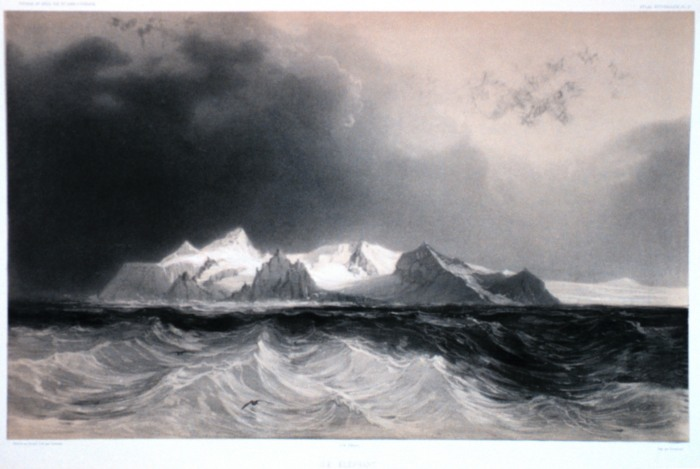
Elefantön, vid randen av Weddellhavet.
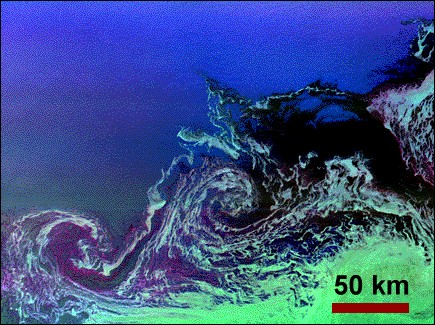
Eddyströmmar i Weddellhavet.
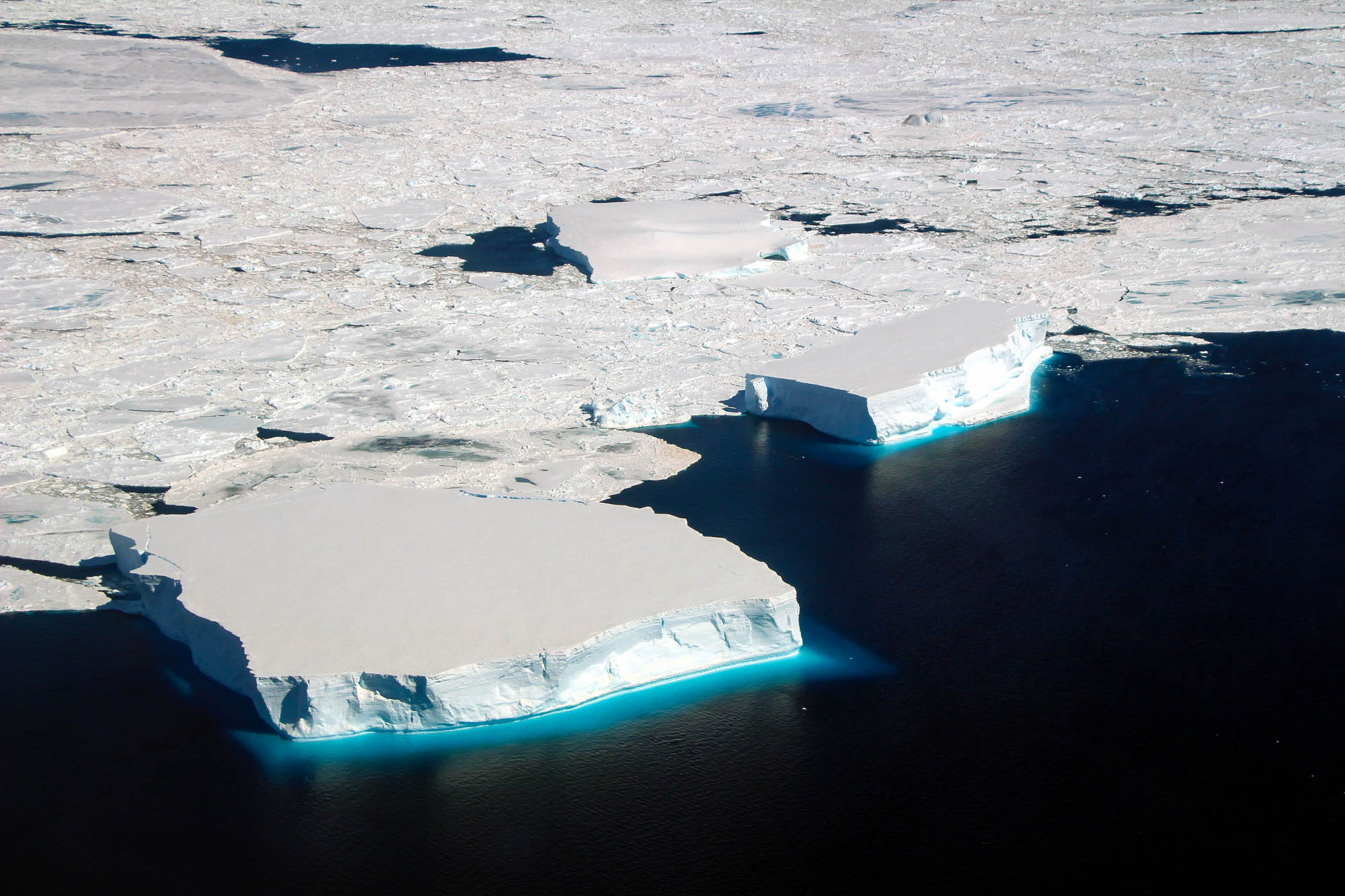